# Fobos-Grunt

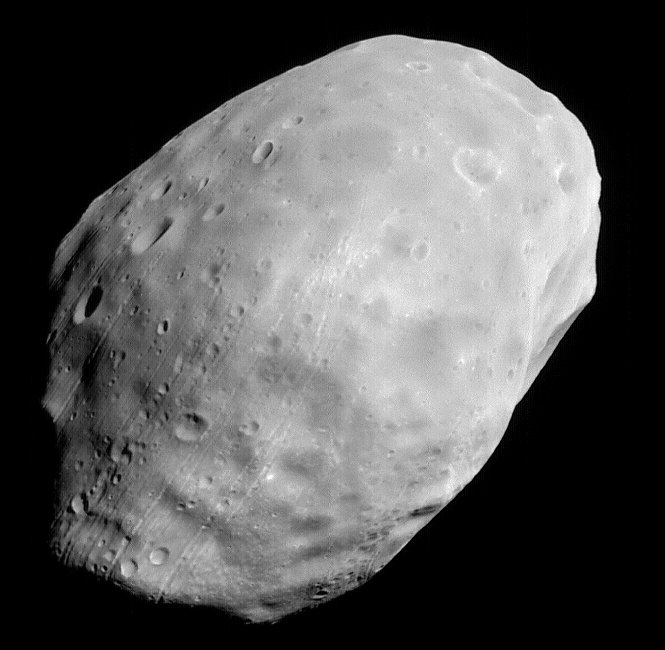
O satélite Fobos.

A sonda Phobos-Grunt (em russo: Фобос - Грунт) foi uma missão planejada pela Agência Espacial Federal Russa com o objetivo de retornar amostras da lua Fobos, um dos satélites naturais do planeta Marte. Deveria ser a primeira missão interplanetária da Rússia desde o fracasso da missão Mars 96 14 anos antes.
O nome desta missão, Solo de Fobos é derivado de duas características simples desta missão. Grunt se refere a solo, terra (na qual pretende-se recolher uma amostra de solo), enquanto que Phobos é o destino da missão.
Tratava-se do voo de uma nave espacial em direção ao planeta Marte, o seu pouso na superfície do satélite Fobos, a tomada de amostras do solo e o regresso à Terra. Em Fobos ficaria só uma sonda, que continuaria as investigações do satélite em regime automático, assim como o monitoramento do clima do planeta vermelho e do espaço à sua volta. A missão Phobos-Grunt também deveria estudar o meio-ambiente de Marte, incluindo a sua atmosfera, as tempestades de areia, o plasma e a radiação.
O desenvolvimento da sonda se iniciou em 2001 e os desenhos iniciais ficaram prontos em 2004.
Lançada em Baikonur (Cazaquistão), a Fobos-Grunt deveria seguir para Marte, mas por uma falha ainda não esclarecida se manteve na órbita terrestre. Seu lançamento devia marcar o início de uma missão de 34 meses que incluía o voo à lua marciana Fobos, a aterrissagem em sua superfície e o retorno à Terra com uma cápsula com 200 gramas de mostras do solo do satélite.
A estação interplanetária Fobos-Grunt não apresentou sinais de estar em operação, sendo considerada definitivamente perdida.
Com um custo de 2,4 bilhões de rublos - cerca de US$ 170 milhões à epoca - o projeto tinha como objetivo estudar a matéria inicial do sistema solar e ajudar a explicar a origem de Fobos e Deimos, as luas marcianas, assim como dos demais satélites naturais no sistema solar. EFE

## Janela fechada
A Roscosmos deu por encerradas as tentativas de recuperar a sonda Phobos-Grunt, que deveria buscar amostras de Marte. O anúncio é meramente formal, uma vez que a janela de lançamento que permitiria que a sonda alcançasse Marte fechou-se no dia 21 de Novembro. Lançada no dia 8 de Novembro, a sonda entrou em órbita, mas não disparou seus motores, que a tirariam da órbita da Terra, iniciando a viagem a Marte.

## Queda certa
Sem motores, a sonda estava caindo lentamente de volta à Terra, devendo reentrar na atmosfera no final de Dezembro ou início de Janeiro de 2012. A exemplo do que aconteceu com o telescópio ROSAT e com o satélite UARS da NASA, o local aproximado da queda só foi conhecido com horas de antecedência. O ROSAT pesava 2,4 toneladas, e o UARS 6 toneladas. Já a Phobos-Grunt pesa 13,5 toneladas e está com os tanques cheios de hidrazina, um combustível altamente tóxico.

## A Reentrada
Os fragmentos da sonda russa Phobos-Grunt caíram no sul do Oceano Pacífico no Domingo, 15 de Janeiro de 2012, às 17h45 GMT (15h45 de Brasília), segundo fontes militares russas citadas pelas agências oficiais de notícias.
Fragmentos caíram a cerca de 1.250 quilômetros a oeste da ilha chilena de Wellington, segundo a agência RIA, que citou o porta-voz Alexei Zolotukhin.
Ainda não estava claro se todos os fragmentos caíram no mesmo lugar, os quais, segundo especialistas, somava um peso de aproximadamente 200kg, divididos entre 20 e 30 fragmentos.
No entanto, autoridades russas refizeram a projeção com base em cálculos de balística e chegaram à conclusão de que os destroços da Fobos-Grunt podem ter caído no Brasil, em uma área que tem o estado de Goiás como centro. Embora a Força Aérea Brasileira informe que seus radares não registraram o fato, ela admite que é possível que os destroços tenham caído no Brasil sem ser detectados devido ao ângulo vertical muito acentuado da reentrada.